# Gerry Fisher
Gerry Fisher (Londra, 23 giugno 1926 – Reading, 2 dicembre 2014) è stato un direttore della fotografia britannico.

## Filmografia parziale
- L'incidente (Accident), regia di Joseph Losey (1967)
- Cerimonia segreta (Secret Ceremony), regia di Joseph Losey (1968)
- Il gabbiano (The Sea Gull), regia di Sidney Lumet (1968)
- Hamlet, regia di Tony Richardson (1969)
- I fratelli Kelly (Ned Kelly), regia di Tony Richardson (1970)
- Macho Callagan (Macho Callahan), regia di Bernard L. Kowalski (1970)
- Messaggero d'amore (The Go-Between), regia di Joseph Losey (1971)
- Terrore cieco (Blind Terror), regia di Richard Fleischer (1971)
- Uomo bianco, va' col tuo dio (Man in the Wilderness), regia di Richard C. Sarafian (1971)
- Riflessi in uno specchio scuro (The Offence), regia di Sidney Lumet (1973)
- S.P.Y.S. (S*P*Y*S), regia di Irvin Kershner (1974)
- Juggernaut, regia di Richard Lester (1974)
- Una romantica donna inglese (The Romantic Englishwoman), regia di Joseph Losey (1975)
- Il fratello più furbo di Sherlock Holmes (The Adventure of Sherlock Holmes's Smarter Brother), regia di Gene Wilder (1975)
- La battaglia delle aquile (Aces High), regia di Jack Gold (1976)
- Mr. Klein (Monsieur Klein), regia di Joseph Losey (1976)
- L'isola del dr. Moreau (The Island of Dr. Moreau), regia di Don Taylor (1977)
- Io, Beau Geste e la legione straniera (The Last Remake of Beau Geste), regia di Marty Feldman (1977)
- Le strade del sud (Les Routes du Sud), regia di Joseph Losey (1978)
- Fedora, regia di Billy Wilder (1978)
- La saggezza nel sangue (Wise Blood), regia di John Huston (1979)
- Don Giovanni, regia di Joseph Losey (1979)
- La nona configurazione (The Ninth Configuration), regia di William Peter Blatty (1980)
- Wolfen, la belva immortale (Wolfen), regia di Michael Wadleigh (1981)
- Fuga per la vittoria (Escape to Victory), regia di John Huston (1981)
- Barbagialla, il terrore dei sette mari e mezzo (Yellowbeard), regia di Mel Damski (1983)
- Il ritorno delle aquile (The Holcroft Covenant), regia di John Frankenheimer (1985)
- Highlander - L'ultimo immortale (Highlander), regia di Russell Mulcahy (1986)
- Kidnapping - Pericolo in agguato (Man on Fire), regia di Elie Chouraqui (1987)
- Vivere in fuga (Running on Empty), regia di Sidney Lumet (1988)
- Dead Bang - A colpo sicuro (Dead Bang), regia di John Frankenheimer (1989)
- Arcobaleno nero (Black Rainbow), regia di Mike Hodges (1989)
- La quarta guerra (The Fourth War), regia di John Frankenheimer (1990)
- L'esorcista III (The Exorcist III), regia di William Peter Blatty (1990)
- Poliziotti a domicilio (Cops and Robbersons), regia di Michael Ritchie (1994)
- Furia, regia di Alexandre Aja (1999)